# جمسیتابین
جمسیتابین (به انگلیسی: Gemcitabine) که با نام تجاری جمزار نیز فروخته می شود. نوعی داروی شیمی درمانیست که برای مداوای تعدادی از سرطانها ازجمله سرطان سینه، تخمدان، لوزالمعده، مثانه و سلولهای کوچک ریه مورد استفاده قرار می گیرد. این دارو از طریق تزریق وریدی استفاده می شود.
عوارض جانبی این دارو شامل نارسایی مغز استخوان، مشکلات کبد و کلیه، زخم دهان، اسهال، نوروپاتی و ریزش موست. استفاده از آن در دوران حاملگی باعث آسیب به نوزاد می شود. جمسیتابین از خانواده داروهای نئوکلوساید آنالوگ است. این دارو راه تولید دی ان ای های جدید را سد می کند که باعث مرگ سلول‌ها میشود.
جمسیتابین در سال ۱۹۸۳ ثبت اختراع شد و از سال ۱۹۹۵ برای درمان دارویی مورد تایید قرار گرفت. نسخه‌های عمومی این دارو در سال ۲۰۰۹ در اروپا و ۲۰۱۰ در آمریکا معرفی شد. این دارو در لیست داروهای ضروری سازمان بهداشت جهانی قرار دارد و ایمن ترین و موثرترین داروی مورد نیاز در نظام سلامت است. قیمت عمده فروشی این دارو در کشورهای در حال توسعه از ۲۴.۴۱ تا ۳۱۶.۹۹ دلار در هر گرم آمپول است. در انگلستان هر ۱ گرم آمپول در سرویس سلامت همگانی ۱۵۵ پوند است.

## موارد مصرف
کاربرد اصلی این دارو شیمی درمانی سرطان های مختلف مانند سرطان ریه (انواع non-small cell )، تومور لوزالمعده، مثانه و سرطان سینه است . البته گاه درمان سرطان مری و لنفوم نیز به کار می‌رود.

## عملکرد
آنتی‌متابولیت و آنالوگ پیریمیدین است. در چرخه تقسیم‌سلولی به‌طور اختصاصی در مرحله S عمل‌کرده و با فعال شدن در بافت‌ها باعث مهار ساخت DNA می‌شود. هنگام بازنویسی DNA این دارو به جای نوکلئوزید سیتیدین اشتباهاً در ساختار DNA قرار میگیرد و چون با نوکلئوزیدهای دیگر جفت نمی‌شود موجب اختلال در همانندسازی DNA میشود. 

## عوارض جانبی
اصولاً داروهای شیمی درمانی پرعارضه اند و عوارض اصلی این دارو علائم آنفلوآنزا مانند درد عضلات، ضعف عمومی، تب، سردرد، لرز و خستگی؛ ضایعات پوستی، اسهال، ریزش مو، ضایعات دهانی و بدخوابی است. 